# 新加坡互联网交换中心
新加坡互联网交换中心（Singapore Internet Exchange，简称：SGIX）是一个位于新加坡的互联网交换中心，为新加坡主要的数据中心提供入网点，一共有90个对等连接成员。该交换中心成立于2009年9月30日，是一家在新加坡註冊的擔保有限公司。